# 2:37
2:37 (¿Quién muere hoy? en Latinoamérica o La hora del suicida) es una película australiana de 2006 dirigida por Murali K. Thalluri y rodada en un instituto de Adelaida. Está protagonizada por Joel Mackenzie, Teresa Palmer, Frank Sweet, Gary Sweet y Clementine Mellor.

## Argumento
La película comienza con un suicidio en los baños del instituto, este suicidio nos lleva a unas horas antes, donde seis alumnos del instituto nos descubrirán sus secretos, los puntos de vista de su historia y sus razones para quizás ser alguno de ellos el suicida.

## Reparto
| Actor             | Personaje       |
| ----------------- | --------------- |
| Teresa Palmer     | Melody          |
| Joel Mackenzie    | Sean            |
| Frank Sweet       | Marcus          |
| Gary Sweet        | Sr. Darcy       |
| Charles Baird     | "Uneven" Steven |
| Marni Spillane    | Sarah           |
| Sam Harris        | Luke            |
| Sarah Hudson      | Julie           |
| Clementine Mellor | Kelly           |